# Decl
Kiril Aleksandrovič Tolmacki »Decl« (rusko Кирилл Александрович Толмацкий Децл), ruski raper in pevec, * 22. junij 1983, Moskva, † 3. februar 2019, Iževsk]].
Njegov oče Aleksander Tolmacki je profesor. Decl je nekaj časa hodil v šolo v Švici in končal 12. razred moskovske britanske mednarodne šole. Po britanskem šolskem sistemu mora končati še 13. razred. Po šoli si želi odditi v ZDA in se izučiti na področju zabaviščne industrije.
Je avtor protifašističnega rap manifesta Pismo (Письмо). Njegova dva prva albuma je produciral Vlad Valov alias Šeff, vodja rap skupine Bad Balance.

## Diskografija
- Кто ты?, Miksmedia 2000
- Street Fighter, Miksmedia 2001
- Aka Le Truk, Universal 2004

## Znane pesmi
- Petek (Пятница)
- Večerna zabava pri Declu (Вечеринка у Децла дома)
- Pismo (Письмо)